# Bishara Morad
Bishara Morad (nacido el 23 de enero de 2003) (en árabe: بشارة مراد) es un cantante sueco de origen sirio. Es conocido principalmente por su participación en el Melodifestivalen 2019 con la canción On My Own.

## Biografía

### Principios
Bishara Morad nació en Siria y emigró con su familia a la ciudad sueca de Linköping cuando tenía seis años.

### Carrera
En 2018, su profesor de música le pidió que cantara en la cafetería de la escuela, y Bishara, que no estaba al tanto de su aptitud para cantar, decidió subir el vídeo de la actuación a YouTube e Instagram. Poco después fue descubierto por la directora Laila Bagge. El 30 de enero de 2019, lanzó su sencillo debut Home. En febrero del mismo año compitió en el Melodifestivalen 2019 con la canción On My Own, logrando el pase a la final y acabando en segunda posición gracias al voto del público.

### Vida personal
Bishara es miembro de la Iglesia ortodoxa de Siria y ha declarado que su don de cantar proviene de Jesús. También es un diácono en la iglesia ortodoxa siria de San Marcos en Linköping.

## Discografía

### Sencillos
- 2019 - Home
- 2019 - On my own (Melodifestivalen 2019)
- 2019 - Love don't let me down